# Gendry
Gendry er en fiktiv person i den amerikanske forfatter George R. R. Martins fantasyserie A Song of Ice and Fire og i HBOs filmatisering Game of Thrones.
Han blev introduceret i Kampen om tronen (1996), hvor han var en smedelærling i King's Landing, og en uægte barn af kong Robert Baratheon. Han optræder efterfølgende i Kongernes kamp (1998), En storm af sværd (2000) og Kragernes rige (2005). Efter dronning Cersei Lannister beordre alle Roberts uægte børn henrettet bliver Gendry tvunget tilat flygte fra King's Landing sammen med Arya Stark beskyttelse fra Yoren, der rekrutterer folk til Night's Watch. Han slutter sig senere til en gruppe fredløse kaldet Brotherhood Without Banners, og han bliver slået til ridder af gruppens leder Beric Dondarrion, og bliver tilbeder af R'hllor.
Gendry bliver spillet af den engelske skuespiller Joe Dempsie i HBO's tv-serie.